# Heavy Soul (Paul Weller)
| Recensione | Giudizio |
| ---------- | -------- |
| AllMusic   | [ 2 ]    |

Heavy Soul è il quarto album in studio del cantautore britannico Paul Weller, pubblicato nel 1997 dall'etichetta Island Records.

## Tracce
1. Heavy Soul (Pt 1) – 3:54
2. Peacock Suit – 3:13
3. Up in Suzes' Room – 4:21
4. Brushed – 3:26
5. Driving Nowhere – 2:57
6. I Should Have Been There to Inspire You – 5:14
7. Heavy Soul (Pt 2) – 3:10
8. Friday Street – 2:17
9. Science – 3:32
10. Golden Sands – 2:55
11. As You Lean Into the Light – 2:44
12. Mermaids – 3:01